# Замок Гленгарріфф
Замок Гленгарріфф (англ. Glengarriff Castle, ірл. Caisleán na Craggy Glen, Caisleán na Gleann Garbh) — замок долина Гарва — один із замків Ірландії, розташований в графстві Корк, в 12 милях від селища Бантрі, на схід від селища Кастлтаунбер. Замок стоїть у мальовничій місцевості на березі океану, біля живописних заток Бантрі-Бей та Глен-Гарв і у свій час був популярним серед туристів. Нині замок лежить в руїнах. Замок збудований в стилі псевдоготики, замок оточують лісові масиви дуба, бука, модрини, кедра, чилійської сосни. У свій час замок відвідували видатні люди: Бернард Шоу (що написав тут п'єсу Свята Джоан), Вільям Батлер Єйтс, Текерей, актриса Морін О'Хара, що зіграла у фільмі «Тиха людина».

## Історія замку Гленгарріфф
Замок Гленгарріфф та навколишній маєток Бантрі на початку ХІХ століття орендувала Сара Вайт. Під час оцінки нерухомості Ірландії, яке здійснював Гріффіт в 1856 році замок Гленгарріфф було оцінено в 36 фунтів стерлінгів. У 1837 році Льюїс писав про цей замок, що він є власністю капітана Вайта і писав про цей замок, що він є просторим елегантним особняком. Місцеві джерела стверджують, що замок Гленгарріфф був побудований в 1790 році полковником Саймоном Вайтом — братом І графа Бантрі. У 1814 році про замок писали, що це резиденція Саймона Вайта. У 1894 році Слейтер писав про цей замок, що це резиденція аристократичної родини Вайт. До 1970 року замок використовувався як курорт та готель. Потім був закинутий і перетворився на руїну. Нині планується реставрація замку.
Аристократична родина Вайт, що побудувала і володіла замком Гленгарріфф походить від Роберта Вайта — брата Джона Вайта, що був єпископом Вінчестерським в 1557 році та був католиком і прибічником Марії Тюдор, що спробувала відновити католицизм в Англії. Безпосередній предок родини Вайт переселився до Ірландії в 1641 році під час громадянської війни на Британських островах та повстання за незалежність Ірландії. Річард Вайт Бантрі був сином Річарда Вайта. Він одружився в 1734 році з Мартою — дочкою Ровленда Девіса — декана графства Корк. Саймон Вайт був його нащадком і спадкоємцем. Саймон Вайт одружився в 1760 році з Френсіс Джейн — дочкою Річарда Геджес Ейра. Вони мали дітей: Саймона, Гамільтона, Гелен, Марту, Френсіса. Полковник Саймон Вайт одружився в 1801 році з Сарою — дочкою Джона Ньюнгема. Полковник Вайт помер в 1838 році і йому успадкував його старший син. Роберт Геджес Ейр Вайт володів замком і маєтком і одружився в 1834 році з Шарлоттою Марією — дочкою і спадкоємицею Томаса Дормена. Його сина теж звали Роберт Геджес Ейр Вайт, він в 1860 році одружився з Мері Енн д'Естер — дочкою Джона Робертса. Вони мали дітей: Роберта Геджеса Ейра Вайта, Саймона, Едварда, Енн Мері, Френсіс Дороті.